# Mihailo Perović
Mihailo Perović (sinh 23 tháng 1 năm 1997) là một cầu thủ bóng đá Montenegro, thi đấu cho Voždovac.

## Sự nghiệp câu lạc bộ
Anh ra mắt ở NB I cho Újpest ngày 21 tháng 3 năm 2015 trong trận đấu với Honvéd.